# Gabon
Cộng hòa Gabon (tiếng Việt: Cộng hòa Ga-bông; tiếng Pháp: "République Gabonaise") là một quốc gia ở Trung Châu Phi. Quốc gia này giáp vịnh Guinea về phía tây, Guinea Xích Đạo về phía tây bắc và Cameroon về phía bắc, còn Cộng hòa Congo bao quanh phía đông và nam. Thủ đô và thành phố lớn nhất là Libreville. Kể từ khi Pháp trao trả độc lập ngày 17 tháng 8 năm 1960, nước này đã trải qua ba đời tổng thống. Vì thưa dân nhưng nhiều tài nguyên thiên nhiên và được ngoại quốc đầu tư dồi dào Gabon là một trong những nước giàu có trong khu vực với chỉ số phát triển con người cao nhất ở Hạ Sahara châu Phi.

## Lịch sử
Người Pygmy được xem là những người đầu tiên định cư ở vùng đất mà ngày nay thuộc Gabon vào khoảng năm 7.000 TCN trở về sau. Sau đó, các nhóm sắc tộc sử dụng ngôn ngữ Bantu từ Nam và Đông Phi đến cư ngụ.
Hiện nay, có nhiều nhóm sắc tộc sống tại Gabon, trong đó người Fang chiếm khoảng 25% dân số.
Những người châu Âu đầu tiên đến vùng này vào thế kỷ XV. Năm 1472, các nhà hàng hải Bồ Đào Nha đến vùng cửa sông Como và đặt tên là "Rio de Gabao", nghĩa là sông Gabon, về sau được dùng đặt tên nước. Người Hà Lan đến đây năm 1593 và người Pháp năm 1630. Trong thế kỷ XVII và đầu thế kỷ XVIII, người châu Âu đã biến nơi đây thành trung tâm buôn bán nô lệ, ngà voi và gỗ mun. Năm 1815, Hội nghị Viên bãi bỏ chế độ nô lệ, nhưng Pháp vẫn còn một số quyền lợi khi được chỉ định để một số tàu thuyền ở lại để loại trừ các cuộc buôn bán nô lệ bất hợp pháp.
Năm 1849, thành phố Libreville được thành lập với những người nô lệ giải phóng đến định cư tại đó. Năm 1886, Gabon trở thành thuộc địa của Pháp và là một trong bốn vùng lãnh thổ châu Phi Xích đạo thuộc Pháp (1910).
Ngày 25 tháng 6 năm 1940, phát xít Đức chiếm đóng nước Pháp và thiết lập chính phủ Vichy tại quê nhà. Chính phủ Pháp tự do đã kêu gọi các thuộc địa hải ngoại ở châu Phi theo mình, trong đó có Gabon. Tuy nhiên, phần lớn nhân dân Pháp tại đây phản đối lời kêu gọi này, dẫn đến trận đánh tại vùng đất này. Người Pháp tự do đã chiếm lại nơi này vào ngày 12 tháng 11 năm 1940, giúp củng cố lại thuộc địa hải ngoại của mình.
Gabon giành độc lập năm 1960. Léon M'Ba được bầu làm Tổng thống năm 1961. Từ năm 1967, Omar Bongo trở thành nhà lãnh đạo mới của đất nước. Năm 1968, Bongo cho giải tán Đảng Khối Dân chủ Gabon và lập nên một Đảng duy nhất là Đảng Dân chủ Gabon (PDG). Ông liên tiếp được bầu làm Tổng thống vào năm 1975, và tái đắc cử vào các năm 1979 và 1986.
Năm 1990, các biện pháp khắc khổ đã gây nên tình hình xã hội bất ổn. Bongo kêu gọi sự giúp đỡ của quân đội Pháp và thông qua thể chế đa đảng. Tuy nhiên, điều này cũng không thể ngăn cản Bongo giành thắng lợi trong các cuộc bầu cử Tổng thống năm 1993 và năm 1998.
Tổng thống Bongo tiến hành các biện pháp khắc khổ mới và tiếp nhận sự giúp đỡ của Quỹ Tiền tệ Quốc tế năm 2000.
Ngày 6 tháng 6 năm 2009, tổng thống Bongo từ trần sau khi nắm quyền đất nước 42 năm, thay thế ông tạm thời là Rose Francine Rogombe, chủ tịch hạ viện Gabon. Sau đó, vào cuộc bầu cử vào tháng 8 năm 2009, con trai của cố Tổng thống Bongo đã đắc cử và trở thành Tổng thống hiện nay của Gabon.

## Chính trị
Gabon theo chính thể cộng hòa tổng thống.
Hiến pháp được ban hành ngày 14 tháng 3 năm 1991, sửa đổi năm 1995.
Đứng đầu Nhà nước là Tổng thống. Đứng đầu Chính phủ là Thủ tướng. Tổng thống được bầu theo phổ thông đầu phiếu, nhiệm kì 7 năm; Thủ tướng do Tổng thống bổ nhiệm. Tổng thống có thể bổ nhiệm, miễn nhiệm Thủ tướng, nội các, và các thẩm phán của Tòa án tối cao. Tổng thống cũng có quyền hạn mạnh mẽ khác, chẳng hạn như quyền giải tán Quốc hội, tuyên bố tình trạng khẩn cấp, và tiến hành trưng cầu dân ý.
Đất nước có một cơ quan lập pháp là quốc hội lưỡng viện với Thượng viện và Hạ viện. Quốc hội có 120 đại biểu được dân bầu ra với nhiệm kỳ 5 năm. Thượng viện gồm 102 thành viên được bầu bởi các Hội đồng thành phố và các hội đồng khu vực và phục vụ trong 6 năm.
Cơ quan tư pháp là Tòa án Tối cao; Tòa án Hiến pháp; Tòa Thượng thẩm; Tòa án an ninh quốc gia; Tòa án hạt.

## Quan hệ ngoại giao
Gabon thực hiện chính sách đối ngoại đa dạng, ưu tiên quan hệ mọi mặt với Pháp, tranh thủ vốn, đầu tư, viện trợ kỹ thuật của các nước có tiềm năng (Mỹ, Tây Âu, Nhật, Trung Quốc, Hàn Quốc, Brasil...). Gabon hoạt động tích cực trong Tổ chức Thống nhất châu Phi, nhằm duy trì tình đoàn kết châu Phi, giải quyết các vấn đề khu vực, đấu tranh cho nền độc lập kinh tế của châu lục, thúc đẩy hợp tác Nam-Nam, vì sự nghiệp công nghiệp hoá của châu Phi. Gabon là thành viên cộng đồng các nước có sử dụng tiếng Pháp.
Tháng 1 năm 2010, Gabon trở thành thành viên không thường trực của Hội đồng Bảo an Liên Hợp Quốc cho giai đoạn 2010-2011.

## Hành chính

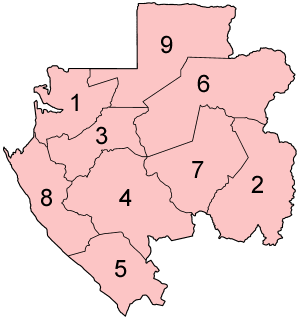
Tỉnh của Gabon

Gabon được chia thành 9 tỉnh, các tỉnh được chia thành 37 huyện.
Các tỉnh:
1. Estuaire
2. Haut-Ogooué
3. Moyen-Ogooué
4. Ngounié
5. Nyanga
6. Ogooué-Ivindo
7. Ogooué-Lolo
8. Ogooué-Maritime
9. Woleu-Ntem

## Địa lý
Quốc gia ở Tây Phi, bên bờ Đại Tây Dương, Bắc giáp Guinea Xích Đạo và Cameroon, Đông và Nam giáp Cộng hòa Congo. Lãnh thổ gồm vùng đồng bằng ven biển, phần nội địa là các vùng bán bình nguyên và các dãy núi đá (núi Cristal, núi Chaillu) bao quanh vùng lưu vực sông Ogooué.

## Kinh tế
Gabon là quốc gia có GDP đầu người cao gấp 4 lần so với các nước châu Phi trong vùng cận Sahara. Tuy nhiên, phần lớn dân cư vẫn còn nghèo đói do bất bình đẳng trong mức thu nhập. Ngoài việc khai thác rừng, nguồn tài nguyên thiên nhiên quan trọng, dầu mỏ, khí đốt, măng gan, uranium là các sản phẩm xuất khẩu chính. Ngành dầu mỏ hiện nay chiếm 50% GDP. Gabon vẫn phải tiếp tục đương đầu với sự dao động giá cá của một số mặt hàng xuất khẩu: dầu mỏ, gỗ, mangan, uranium.
Dù là nước giàu tài nguyên nhưng kinh tế vẫn bấp bênh do chính sách quản lý tài chính lỏng lẻo. Năm 1997, tổ chức Quỹ Tiền tệ Quốc tế đưa ra những chỉ trích chính phủ Gabon về khoản chi tiêu quá mức các danh mục ngoài ngân sách, các khoản vay mượn quá lớn, lơ là các kế hoạch cải cách hành chính và tư nhân hóa. Năm 1999, kinh tế Gabon đạt được một số kết quả khả quan nhờ giá dầu lửa tăng.
Chính sách của Gabon là tập trung ưu tiên phát triển kinh tế, trao đổi thương mại, tranh thủ tối đa nguồn đầu tư, viện trợ, kỹ thuật từ nước ngoài, thi hành chính sách kinh tế mở, tự do hoá theo hướng kinh tế thị trường nhằm phát triển nhanh đất nước và chuẩn bị bước phát triển nhảy vọt vào năm 2000. Gabon đang nổi lên ở châu Phi nói chung và ở Tây Phi nói riêng về khắc phục khủng khoảng và xây dựng kinh tế đạt GDP cao.
Trước đây, nền kinh tế Gabon phụ thuộc chủ yếu vào xuất khẩu cao su và magiê, nhưng từ khi phát hiện ra các mỏ dầu từ những năm 70, thì dầu mỏ lại trở thành nguồn thu chính và chiếm tới 50% tổng sản phẩm quốc nội của nước này. Nền kinh tế Gabon cũng không ổn định do biến động của giá dầu, cao su và magnesi. Mặc dù có nguồn tài nguyên phong phú nhưng những yếu kém trong quản lý tài chính đã khiến cho nền kinh tế đất nước khó khăn. Vào thời điểm tháng 1 năm 1994, đồng tiền nước này bị phá giá 50% và lạm phát lên 35%. Quỹ Tiền tệ Quốc tế đưa ra một kế hoạch ủng hộ một năm vào thời gian từ 1994-1995, một chương trình cải thiện năng lực tài chính 3 năm với mức lãi suất thấp bắt đầu vào cuối năm 1995 và một khoản viện trợ tín dụng trị giá 119 triệu USD vào tháng 10 năm 2000. Pháp đã cung cấp thêm một khoản viện trợ tài chính vào tháng 1 năm 1997 sau khi Gabon hoàn thành được các mục tiêu đề ra cho nửa năm 1996 của Quỹ tiền tệ quốc tế. Giá dầu tăng 1999 – 2000 đã giúp kinh tế Gabon tăng trưởng. Tháng 12 năm 2000, Gabon đã ký một Hiệp định mới với câu lạc bộ Paris nhằm thay đổi lại kế hoạch trả nợ chính thức của mình. Sau đó, tháng 12 năm 2001, một Hiệp định tái trả nợ song phương với Mỹ đã được ký kết. Gabon đã ký thoả thuận với IMF để nhận được một sự hỗ trợ 14 tháng. Sau đó tháng 5 năm 2004, nhận được sự đồng ý giãn nợ với CLB Paris năm sau đó.
Nông nghiệp thu hút tới 60% lao động nhưng chỉ đóng góp khoảng 4,5% GDP và chỉ bảo đảm 15% nhu cầu trong nước. Các nông sản chính của Gabon là ca cao, cà phê, đường, dầu cọ, cao su, gia súc, okoume, cá.
Công nghiệp chỉ thu hút 15% lao động nhưng đóng góp tới 62,7% GDP. Tài nguyên có dầu lửa (trữ lượng 120 triệu tấn), măng gan (235 triệu tấn), uranium (5 triệu tấn), sắt (gần 1 tỷ tấn), gỗ (rừng chiếm 85% lãnh thổ. Việc tìm ra dầu lửa đã tạo ra bước nhảy vọt về kinh tế của Gabon (các Công ty dầu lửa lớn Total, Mobil, Shell, Agip đều có mặt ở Gabon). Gabon có ngành công nghiệp khai thác, hoá dầu, điện lực tương đối phát triển. Sản lượng dầu mỏ hiện nay của Gabon là 241.700 thùng/ngày đứng ở vị trí 41 thế giới.
Về ngoại thương, năm 2010, Gabon xuất khẩu 6,803 tỷ USD. Các mặt hàng xuất khẩu chính của nước này là dầu thô (70%), cao su, magiê, và uranium. Các đối tác xuất khẩu chính của Gabon là Mỹ, Trung Quốc và Pháp.
Năm 2010, kim ngạch nhập khẩu vào Gabon đạt 2,433 tỷ USD trong có các mặt hàng chủ yếu là trang thiết bị máy móc, thực phẩm, vật liệu xây dựng. Những nước mà Gabon nhập khẩu hàng hoá lớn là: Pháp, Mỹ và Anh.

## Xã hội

### Nhân khẩu
| 1950 | 0.5 |
| 2000 | 1.2 |
| 2018 | 2.1 |

Gabon có dân số ước tính khoảng 2,1 triệu người năm 2018. Các yếu tố lịch sử và môi trường đã làm cho dân số của Gabon giảm từ năm 1900 và năm 1940. Đây cũng là quốc gia có mật độ dân số thấp nhất ở châu Phi, và Chỉ số phát triển con người cao nhất ở khu vực Châu Phi hạ Sahara.

### Đô thị

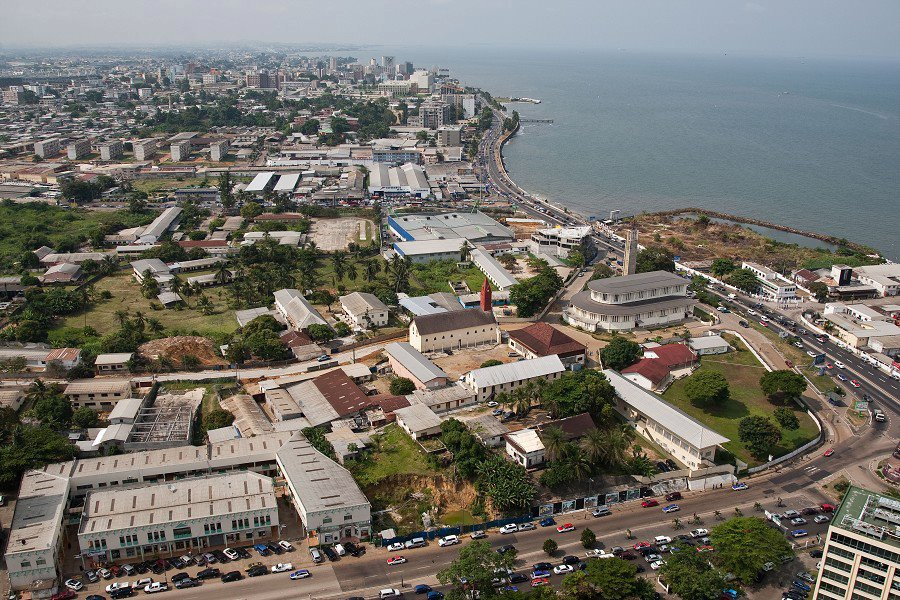
Libreville

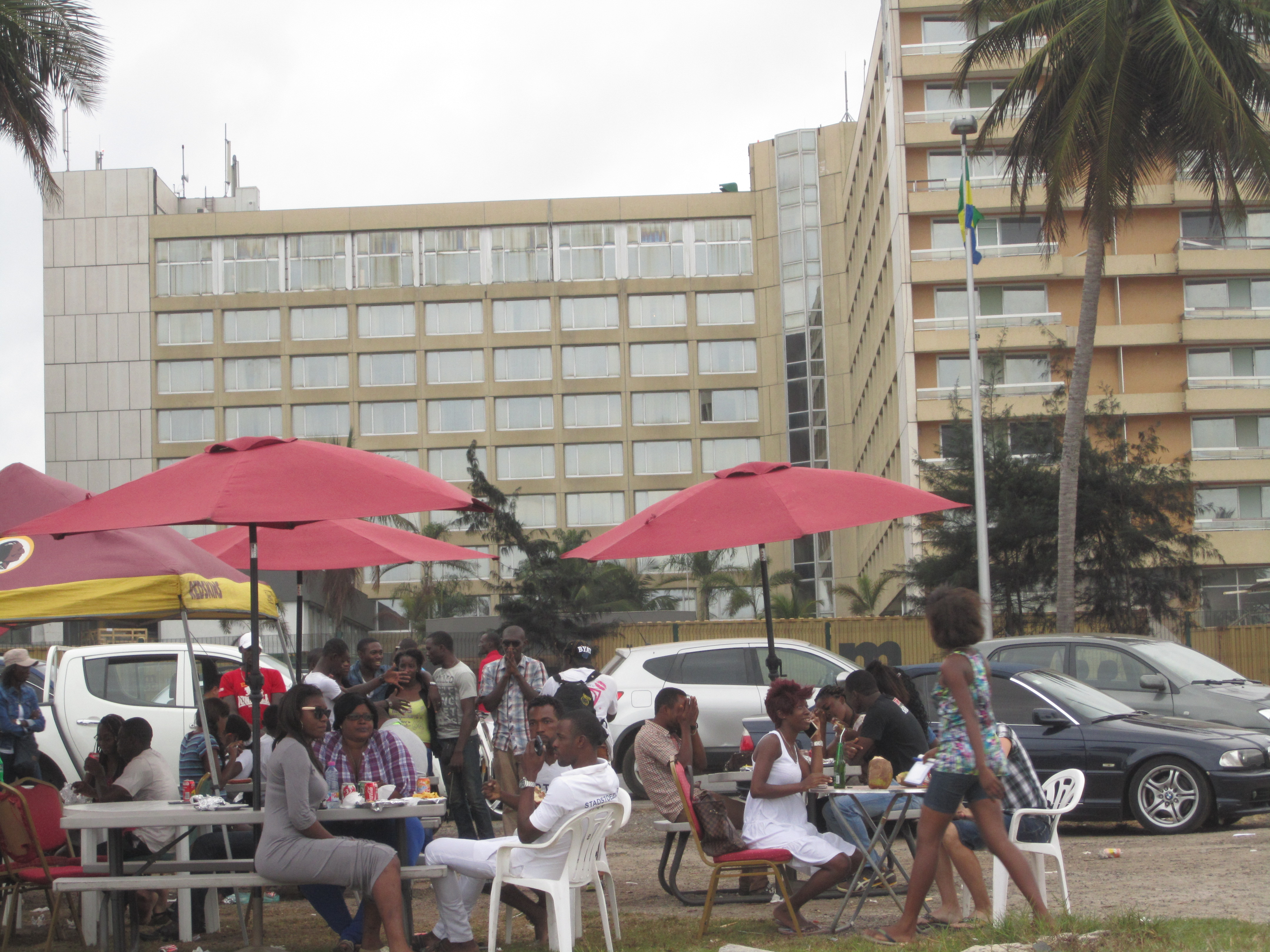
Người dân Libreville

| Các thành phố tại Gabon |             |                      |                      |                 |
| Thứ tự                  | Thành phố   | Dân số               | Dân số               | Tỉnh            |
| Thứ tự                  | Thành phố   | Điều tra dân số 2003 | Điều tra dân số 2013 | Tỉnh            |
| 1.                      | Libreville  | 538,195              | 703,940              | Estuaire        |
| 2.                      | Port-Gentil | 105,712              | 136,462              | Ogooué-Maritime |
| 3.                      | Franceville | 103,840              | 110,568              | Haut-Ogooué     |
| 4.                      | Owendo      | 51,661               | 79,300               | Estuaire        |
| 5.                      | Oyem        | 35,241               | 60,685               | Woleu-Ntem      |
| 6.                      | Moanda      | 42,703               | 59,154               | Haut-Ogooué     |
| 7.                      | Ntoum       | 12,711               | 51,954               | Estuaire        |
| 8.                      | Lambaréné   | 24,883               | 38,775               | Moyen-Ogooué    |
| 9.                      | Mouila      | 21,074               | 36,061               | Ngounié         |
| 10.                     | Akanda      | -                    | 34,548               | Akanda          |

### Dân tộc và ngôn ngữ
Hầu như tất cả người dân Gabon có nguồn gốc Bantu, mặc dù Gabon có ít nhất bốn mươi dân tộc với các ngôn ngữ và các nền văn hóa khác nhau. Người Fang nói chung được cho là nhóm sắc tộc lớn nhất lớn nhất, mặc dù dữ liệu điều tra dân số gần đây cho thấy người Nzebi đang chiếm ưu thế. Những tộc người khác bao gồm Myene, Kota, Shira, Punu, và Kande.
Hầu hết các dân tộc phân bố rộng khắp cả nước, dẫn đến việc thường xuyên liên lạc và tương tác giữa các nhóm dân tộc. Hôn phối giữa các nhóm dân tộc là khá phổ biến, giúp giảm căng thẳng sắc tộc. Tiếng Pháp, ngôn ngữ thuộc địa trước đây của Gabon, là ngôn ngữ thống nhất giữa các dân tộc. Hiện taih cũng có hơn 10.000 người Pháp sống ở Gabon. Người ta ước tính rằng 80% dân số của đất nước có thể nói tiếng Pháp, và 30% người dân Libreville nói thứ bản ngữ của họ. Trên toàn quốc, có 32% dân số nói ngôn ngữ Fang như là tiếng mẹ đẻ.

### Tôn giáo
| Tôn giáo tại Gabon (2012) | Tôn giáo tại Gabon (2012) | Tôn giáo tại Gabon (2012) | Tôn giáo tại Gabon (2012) | Tôn giáo tại Gabon (2012) |
| ------------------------- | ------------------------- | ------------------------- | ------------------------- | ------------------------- |
| Tôn giáo                  | Tôn giáo                  |                           | tỷ lệ                     | tỷ lệ                     |
| Cơ đốc giáo               | Cơ đốc giáo               |                           | 45.9%                     | 45.9%                     |
| Phi Cơ đốc giáo           | Phi Cơ đốc giáo           |                           | 32.4%                     | 32.4%                     |
| Tin lành                  | Tin lành                  |                           | 13.7%                     | 13.7%                     |
| Hồi giáo                  | Hồi giáo                  |                           | 6.4%                      | 6.4%                      |
| Không tôn giáo            | Không tôn giáo            |                           | 5%                        | 5%                        |
| Thuyết vật linh           | Thuyết vật linh           |                           | 0.3%                      | 0.3%                      |
| Khác                      | Khác                      |                           | 0.3%                      | 0.3%                      |

Tôn giáo chính ở Gabon bao gồm Kitô giáo (Công giáo Rôma và Tin Lành), Bwiti, Hồi giáo, và tôn giáo duy linh bản địa. Khoảng 73% dân số, thực hành ít nhất một số yếu tố tôn giáo kết hợp giữa Kitô giáo và Bwiti, 12% dân số thực hành Hồi giáo (trong đó có 80 đến 90% là người nước ngoài), 10% thực hành niềm tin tôn giáo bản địa truyền thống, và 5% không thực hành tôn giáo hay là người vô thần.

### Giáo dục
Giáo dục là một trong những ưu tiên hàng đầu của Chính phủ. Giáo dục bắt buộc đối với trẻ em trong 10 năm và miễn phí từ bậc tiểu học đến sau đại học (chi phí giáo dục - đào tạo được trích từ nguồn thu nhập dầu mỏ). Hệ thống giáo dục của Gabon có quan hệ chặt chẽ với hệ thống giáo dục của Pháp. Giáo viên được đào tạo tại Pháp. Chương trình tiểu học gồm 6 năm, trung học 7 năm.

### Y tế
Phần lớn cơ sở y tế ở Gabon do nhà nước quản lí, song có một số cơ sở tư nhân, nổi tiếng nhất là bệnh viện được khánh thành năm 1913 tại Lambaréné bởi Albert Schweitzer. Hạ tầng y tế của Gabon được coi là tốt nhất tại Tây Phi. Khoảng năm 1985, Gabon có 28 bệnh viện, 87 trung tâm y tế, 312 bệnh xá và trạm phát thuốc. Đến năm 2004, có 29 bác sĩ trên 100,000 người. Xấp xỉ 90% người dân Gabon tiếp cận được các dịch vụ y tế.